# Gmina Jammerbugt

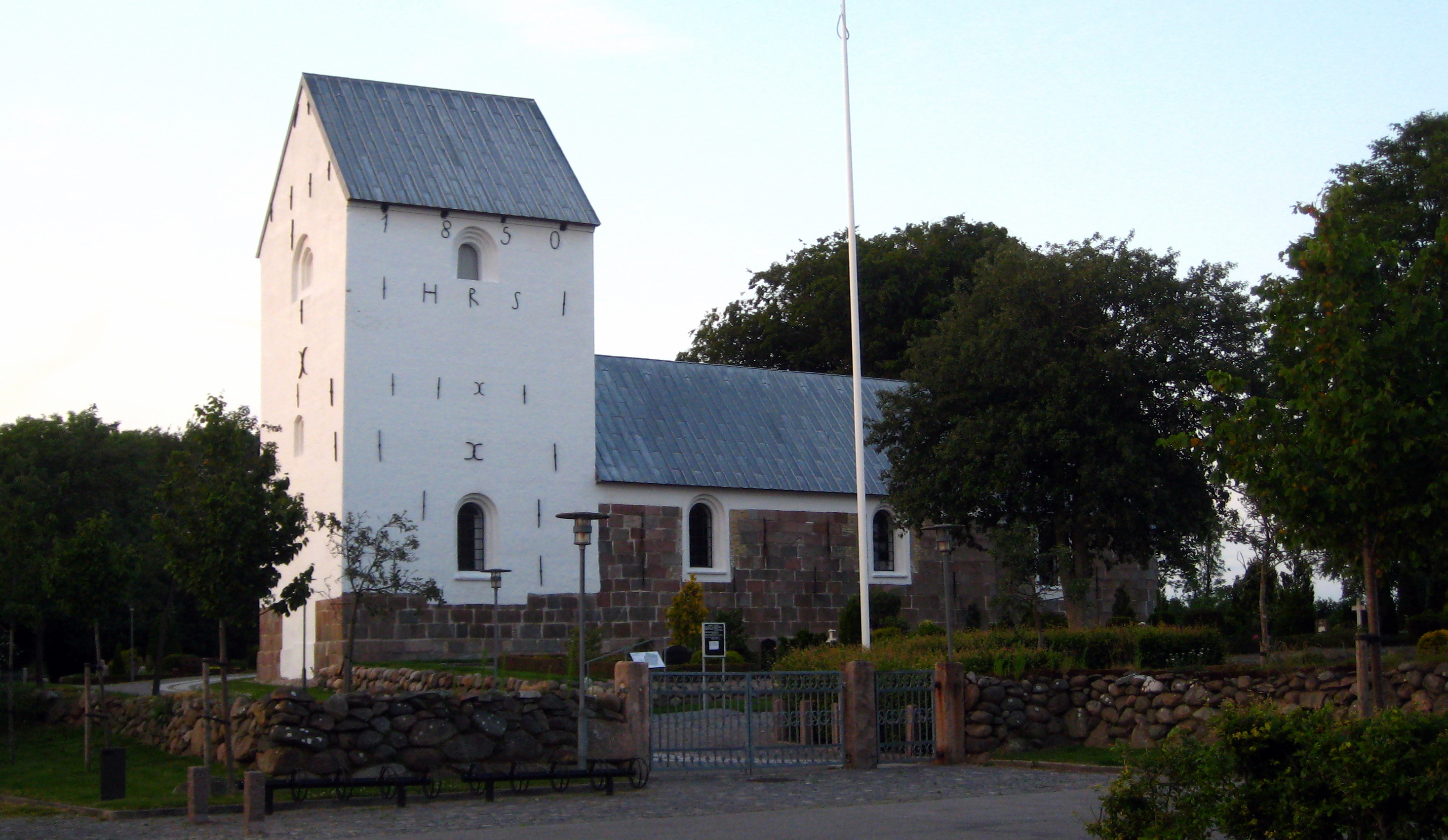
kościół w siedzibie gminy Jammerbugt - Aabybro

Gmina Jammerbugt (duń. Jammerbugt Kommune) – gmina w Danii w regionie Jutlandia Północna.
Gmina powstała w 2007 roku na mocy reformy administracyjnej z połączenia gmin Brovst, Fjerritslev, Pandrup i Aabybro.
Siedzibą gminy jest miasto Aabybro.